# Уші Дізль
Урсула (Уші) Дізль (нім. Ursula (Uschi) Disl, 15 листопада 1970) — німецька біатлоністка, дворазова олімпійська чемпіонка. 
Урсула Дізль брала привозила медалі з 5 Олімпіад і двічі ставала олімпійською чемпіонкою. Загалом її спортивна кар'єра тривала 19 років, вона виграла 40 етапів Кубка світу, 28 особистих і 12 в складі естафетної команди, двічі ставала чемпіонкою світу в особистих змаганнях і 6 разів у командних. 
Названа німецькою спортсменкою року в 2005 році.